# Chief Pocatello

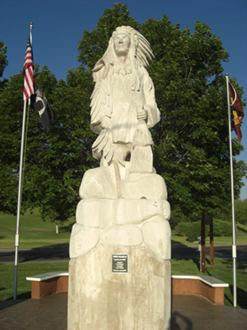
"Chief Pocatello", sculptuur van JD Adcox.

Chief Pocatello (1815 - oktober 1884) was een opperhoofd van de Shoshone-indianen. Hij leidde aanvallen tegen kolonisten tijdens een periode van toenemende spanningen tussen emigranten en indianen.
Na vrede te sluiten met de Verenigde Staten verplaatste hij zijn volk naar hun huidige reservaat in Idaho en leidde hij de Shoshone tijdens deze beslissende volksverhuizing.
De plaats Pocatello in Idaho is naar hem vernoemd.